# Rolling Stones (travhäst)
Rolling Stones, född 8 februari 2010 på Menhammar stuteri i Ekerö i Stockholms län, död 2019, var en svensk varmblodig travhäst. Han tränades av Stefan Hultman mellan åren 2011–2015. Sedan december 2015 tränades han av Jan Halberg vid Östersundstravet.
Rolling Stones började tävla 2013 och inledde karriären med åtta raka segrar. Han sprang in 1,4 miljoner kronor på 19 starter varav 8 segrar. Bland hans främsta meriter räknas segrarna i Treåringseliten (2013) och långa E3 (2013). Han var nominerad till "Årets 3-åring" för säsongen 2013 vid Hästgalan.
Säsongerna 2014–2017 gjorde han enbart sju starter på grund av skadeproblem.